# Borås domsaga
Borås domsaga var mellan 1920 och 1971 en domsaga i Älvsborgs län som omfattade Boliebygds, Vedens, Ås och Gäsene härader. 
Domsagan bildades 1 januari 1920 av Ås och Gäsene häraders domsaga samt delar av Marks, Vedens och Bollebygds häraders domsaga.
Den 31 december 1970 upplöstes domsagan och verksamheten övergick till Borås tingsrätt.

## Tingslag
- Gäsene tingslag till 1948
- Ås, Vedens och Bollebygds tingslag från 1920 till 1948
- Borås domsagas tingslag från 1948

## Häradshövdingar
- 1920–1940 Jean Braconier
- 1940–1960 Arvid Swartling
- 1961–1970  Ivar Mankell